# Руново (Вармінсько-Мазурське воєводство)
Руново (пол. Runowo, нім. Raunau) — село в Польщі, у гміні Лідзбарк-Вармінський Лідзбарського повіту Вармінсько-Мазурського воєводства.
Населення — 374 особи (2011).
У 1975-1998 роках село належало до Ольштинського воєводства.

## Демографія
Демографічна структура станом на 31 березня 2011 року:
|          | Загалом | Допрацездатний вік | Працездатний вік | Постпрацездатний вік |
| -------- | ------- | ------------------ | ---------------- | -------------------- |
| Чоловіки | 181     | 45                 | 126              | 10                   |
| Жінки    | 193     | 42                 | 112              | 39                   |
| Разом    | 374     | 87                 | 238              | 49                   |